# Jan Harings
Jan Harings (né le 26 juin 1945 à Scheulder dans la commune d'Eijsden-Margraten) est un coureur cycliste néerlandais, professionnel de 1967 à 1970. Il a remporté 17 victoires au cours de sa carrière dont une étape du Tour d'Espagne en 1967.
Ses frères Ger et Huub et son neveu Peter ont également été cyclistes professionnels. 

## Palmarès

### Palmarès amateur
- 1965
  - Triptyque ardennais :
    - Classement général
    - 2ea et 3eb (contre-la-montre) étapes

### Palmarès professionnel
- 1967
  - 10ea étape du Tour d'Espagne
  - Circuit Mandel-Lys-Escaut
- 1968
  - 2e du Trèfle à Quatre Feuilles
  - 2e de la Course des raisins
  - 2e du Grote Prijs Dr. Eugeen Roggeman
  - 3e du Grand Prix Pino Cerami
  - 3e du championnat des Pays-Bas sur route
  - 3e du Circuit des frontières
- 1969
  - Manx Trophy
  - Grand Prix Flandria
  - 2e du Trèfle à Quatre Feuilles
  - 6e du championnat du monde sur route

## Résultats sur les grands tours

### Tour d'Espagne
1 participation
- 1967 : 26e, vainqueur de la 10ea étape